# The Coachmen
The Coachmen is een punkrock/newwaveband uit Lower Manhattan, die van begin 1978 tot hun laatste optreden in White Columns in augustus 1980 optrad. De bezetting bestond uit de gitaristen Thurston Moore en JD King, bassist Bob Pullin en Danny Walworth op drums, die werd vervangen door Dave Keay (ex-Harry Toledo). Mary Lemley was zangeres. 

## Geschiedenis
The Coachmen was de eerste band van Moore. Hun live optredens waren zijn eerste optredens in New Yorkse clubs in een artistiek milieu. Ze speelden bij CBGB, Max's Kansas City, Tier 3, A's (samengesteld door Arleen Schloss), The Botany Talk House, The 80's, S.N.A.F.U. en op loftfeesten, georganiseerd door Jenny Holzer. Hun voorlaatste optreden was in Giorgio Gomelsky's N.Y.C.-galerij. Daar ontmoette Thurston Moore Kim Gordon. Sommige simpatico-bands waar The Coachmen mee in aanraking kwamen waren The Green Scene,  A Band van Paul McMahon, Monad van Phoebe Legere, Harry Toledo en de Fluks, een band met gitarist Lee Ranaldo die zou eindigen in Sonic Youth met Moore. De demo-tape Failure to Thrive met materiaal uit die tijd werd in 1988 in alle drie de formaten uitgebracht bij New Alliance.
Kort na het uiteenvallen van The Coachmen ging Moore verder met het formeren van Sonic Youth, samen met zijn vriendin, bassiste Kim Gordon. J.D. King begon een bekroonde illustratiecarrière en startte de band opnieuw op met nieuwe leden in 1997 met de twee opnamen Ten Compositions: New Frontiers in Free Rock in 2000 en American Mercury in 2006 bij Moore's label Ecstatic Peace!. Deze laatste werd online gunstig beoordeeld in Next Big Thing en Blog to Comm en in druk in Wire No. 276 in februari 2007. American Mercury kreeg ook een redelijke hoeveelheid alternatieve radio-airplay, ook op WFMU. De band is nu bekend als J.D. King & The Coachmen, hernoemd om het te onderscheiden van andere bands, oud en actueel, met dezelfde naam. De bandnaam was het idee van King, een ironisch eerbetoon aan een typische garagerockbandnaam uit de jaren 1960. Dave Keay is de drummer van de avant-rockband The Day Care Centre. Hun dubbele lp A Jumpin' Jackpot of Melody werd uitgebracht in 2007.